# Fernand Rigaux
Fernand Rigaux, belgijski astronom, * 1905, † 21. december 1962.

## Delo
Rigaux je deloval na Belgijskem kraljevem observatoriju v Uccleu v Belgiji.
Odkril je osem asteroidov in je bil soodkritelj periodičnega kometa 49P/Arend-Rigaux.